# LTP Challenger 2023
Il LTP Challenger 2023 è stato un torneo maschile di tennis professionistico giocato sul cemento. È stata la 2ª edizione del torneo, facente parte della categoria Challenger 75 nell'ambito dell'ATP Challenger Tour 2023. Si è giocato al LTP Mount Pleasant di Charleston, negli Stati Uniti, dal 25 settembre al 1º ottobre 2023.

## Partecipanti

### Teste di serie
| Nazionalità | Giocatore           | Ranking* | Testa di serie |
| ----------- | ------------------- | -------- | -------------- |
| Francia     | Enzo Couacaud       | 178      | 1              |
| Ecuador     | Emilio Gómez        | 187      | 2              |
| Canada      | Vasek Pospisil      | 188      | 3              |
| Stati Uniti | Tennys Sandgren     | 197      | 4              |
| Canada      | Alexis Galarneau    | 202      | 5              |
| Australia   | Adam Walton         | 204      | 6              |
| Stati Uniti | Denis Kudla         | 205      | 7              |
| Svizzera    | Alexander Ritschard | 212      | 8              |

* Ranking al 18 settembre 2023.

### Altri partecipanti
I seguenti giocatori hanno ricevuto una wild card per il tabellone principale:
- Oliver Crawford
- Garrett Johns
- Toby Kodat

Il seguente giocatore è entrato in tabellone con il ranking protetto:
- Christian Harrison

I seguenti giocatori sono passati dalle qualificazioni:
- Thai-Son Kwiatkowski
- Aidan Mayo
- Stefan Dostanic
- Ernesto Escobedo
- August Holmgren
- Strong Kirchheimer

Il seguente giocatore è entrato in tabellone come lucky loser:
- Skander Mansouri

## Punti e montepremi
| Torneo    | Torneo              | V      | F     | SF    | QF    | 2T    | 1T  | Q | Q2  | Q1  |
| Singolare | Punti               | 75     | 50    | 30    | 16    | 7     | 0   | 4 | 2   | 0   |
| Singolare | Premi in denaro ($) | 10,840 | 6,355 | 3,780 | 2,200 | 1,300 | 780 | – | 390 | 200 |
| Doppio    | Punti               | 75     | 50    | 30    | 16    | –     | 0   | – | –   | –   |
| Doppio    | Premi in denaro ($) | 4,645  | 2,700 | 1,630 | 965   | –     | 545 | – | –   | –   |

## Campioni

### Singolare
Abedallah Shelbayh ha sconfitto in finale  Oliver Crawford con il punteggio di 6–2, 6(5)–7, 6–3.

### Doppio
Luke Johnson /  Skander Mansouri hanno sconfitto in finale  Nicholas Bybel /  Oliver Crawford con il punteggio di 6–4, 6–4.